# Batzitetic
Batzitetic är en ort i Mexiko.   Den ligger i kommunen Larráinzar och delstaten Chiapas, i den sydöstra delen av landet, 700 km öster om huvudstaden Mexico City. Batzitetic ligger 1 572 meter över havet och antalet invånare är 136.
Terrängen runt Batzitetic är kuperad åt sydväst, men åt nordost är den bergig. Runt Batzitetic är det ganska tätbefolkat, med 166 invånare per kvadratkilometer. Närmaste större samhälle är Bochil, 15,2 km väster om Batzitetic. I omgivningarna runt Batzitetic växer i huvudsak städsegrön lövskog.